# 菲律宾马列主义党
菲律宾马列主义党是菲律宾的一个共产主义政党。1998年，菲律宾共产党内部因意识形态分歧而产生分裂，菲共在中央吕宋的组织脱离菲共，另立菲律宾马列主义党。该党通过其武装分支“人民革命军”与菲律宾政府持续发生冲突。